# Brownton
Brownton è una città degli Stati Uniti d'America, situata in Minnesota, nella contea di McLeod.